# Worried About You
«Worried About You» —en español: «Preocupado por ti»— es una canción de la banda británica de rock The Rolling Stones, incluida en su álbum de 1981 Tattoo You.

## Historia
Escrita por Mick Jagger y Keith Richards «Worried About You» es una balada lenta, que surgió en las sesiones de grabación del disco Black and Blue, durante 1975. Esto es más que evidente contando con el solo de guitarra aportado por Wayne Perkins, uno de los contendientes para tomar el lugar de guitarrista que había quedado libre después de la salida de Mick Taylor. Al igual que algunas canciones de Black and Blue, las primeras versiones de «Worried About You» fue grabado en Róterdam, Holanda, utilizando el Rolling Stones Mobile Studio. Los overdubs finales se realizaron en 1981 en Montreux, Suiza, y en la ciudad de Nueva York.
La canción cuenta con Jagger en la voz principal (usando falsete como en «Emotional Rescue»), con Richards aportando armonías vocales en el estribillo. Perkins y Richards por su parte tocaron las guitarras. También incluyó a Charlie Watts y a Bill Wyman en batería y bajo respectivamente. Billy Preston, un asiduo colaborador de la banda durante los años 70, aportó el piano eléctrico.
Un vídeo musical fue producido para apoyar la difusión de la canción. El tema fue publicado como «Worried 'Bout You». Se destaca por mostrar a Ron Wood, el guitarrista que ocuparía el puesto dejado por Taylor, simulando interpretar el solo de Perkins (similar a los videos de «Waiting on a Friend» y «Hot Stuff», que fueron grabados por Mick Taylor y Harvey Mandel respectivamente). También, se ve a Jagger tocando el piano eléctrico en lugar de Billy Preston (que no aparece en el vídeo).
La canción fue interpretada por primera vez en los dos shows que ofrecieron en "El Mocambo Club" en Canadá, el 4 y 5 de marzo de 1977. También formó parte de los set list del Licks Tour, que tuvo lugar entre 2002 y 2003. Una versión fue grabada e incluida en su álbum en vivo Live Licks, de 2004. La volverían a tocar durante la etapa del año 2006 del A Bigger Bang Tour y en 2013 durante el tour 50 & Counting . Durante los conciertos, las partes que presentan teclado son interpretadas por Jagger y Chuck Leavell.
La canción es utilizada en el episodio Mars vs. Mars, de la serie de televisión Veronica Mars.

## Personal
Acreditados:
- Mick Jagger: voz, coros.
- Keith Richards: guitarra eléctrica, coros.
- Bill Wyman: bajo.
- Charlie Watts: batería.
- Wayne Perkins: guitarra eléctrica.
- Billy Preston: piano.